# Joakim Mæhle
Joakim Mæhle Pedersen (* 20. května 1997 Østervrå) je dánský profesionální fotbalista, který hraje na pozici pravého obránce v německém klubu VfL Wolfsburg a v dánském národním týmu.

## Reprezentační kariéra
Mæhle debutoval v dánské reprezentaci 5. září 2020 v zápase Ligy národů proti Belgii. V 72. minutě domácí prohry 2:0 vystřídal Martina Braithwaita. Dne 7. října 2020 vstřelil svůj první reprezentační gól, a to v přátelském utkání proti Faerským ostrovům.

## Statistiky

### Klubové
K 23. květnu 2021
| Klub     | Sezóna  | Liga               | Liga   | Liga | Pohár  | Pohár | Evropské poháry | Evropské poháry | Ostatní | Ostatní | Celkem | Celkem |
| Klub     | Sezóna  | Liga               | Zápasy | Góly | Zápasy | Góly  | Zápasy          | Góly            | Zápasy  | Góly    | Zápasy | Góly   |
| -------- | ------- | ------------------ | ------ | ---- | ------ | ----- | --------------- | --------------- | ------- | ------- | ------ | ------ |
| Aalborg  | 2016/17 | Superligaen        | 24     | 1    | 1      | 0     | –               | –               | –       | –       | 25     | 1      |
| Genk     | 2017/18 | Jupiler Pro League | 25     | 0    | 2      | 0     | –               | –               | –       | –       | 27     | 0      |
| Genk     | 2018/19 | Jupiler Pro League | 39     | 3    | 2      | 1     | 13              | 0               | –       | –       | 54     | 4      |
| Genk     | 2019/20 | Jupiler Pro League | 25     | 0    | 2      | 1     | 6               | 0               | 0       | 0       | 33     | 1      |
| Genk     | 2020/21 | Jupiler Pro League | 16     | 1    | 0      | 0     | –               | –               | –       | –       | 16     | 1      |
| Genk     | Celkem  | Celkem             | 105    | 4    | 4      | 2     | 19              | 0               | 0       | 0       | 128    | 6      |
| Atalanta | 2020/21 | Serie A            | 20     | 0    | 3      | 0     | 2               | 0               | –       | –       | 25     | 0      |
| Celkem   | Celkem  | Celkem             | 149    | 5    | 8      | 2     | 21              | 0               | 0       | 0       | 178    | 7      |

### Reprezentační
K 2. červnu 2021
| Dánsko | Dánsko | Dánsko |
| Year   | Zápasy | Góly   |
| ------ | ------ | ------ |
| 2020   | 6      | 1      |
| 2021   | 3      | 1      |
| Celkem | 9      | 2      |

#### Reprezentační góly
K zápasu odehranému 2. června 2021. Skóre a výsledky Dánska jsou vždy zapisovány jako první
| Gól | Datum           | Místo                                 | Soupeř          | Skóre | Výsledek | Soutěž                                |
| --- | --------------- | ------------------------------------- | --------------- | ----- | -------- | ------------------------------------- |
| 1.  | 7. října 2020   | MCH Arena, Herning, Dánsko            | Faerské ostrovy | 3:0   | 4:0      | Přátelský zápas                       |
| 2.  | 31. března 2021 | Ernst-Happel-Stadion, Vídeň, Rakousko | Rakousko        | 2:0   | 4:0      | Kvalifikace na Mistrovství světa 2022 |

## Ocenění

### Klubová

#### Genk
- Jupiler Pro League: 2018/19